# Гановер (Канзас)
Гановер (англ. Hanover) — місто (англ. city) в США, в окрузі Вашингтон штату Канзас. Населення — 690 осіб (2020).

## Географія
Гановер розташований за координатами 39°53′35″ пн. ш. 96°52′34″ зх. д. / 39.89306° пн. ш. 96.87611° зх. д. (39.893057, -96.876071).  За даними Бюро перепису населення США в 2010 році місто мало площу 1,39 км², уся площа — суходіл.

## Демографія
Згідно з переписом 2010 року, у місті мешкали 682 особи в 285 домогосподарствах у складі 180 родин. Густота населення становила 489 осіб/км².  Було 314 помешкання (225/км²).
Расовий склад населення:
| - 98,2 % — білих - 0,9 % — чорних або афроамериканців - 0,1 % — корінних американців - 0,1 % — азіатів |

До двох чи більше рас належало 0,3 %. Частка іспаномовних становила 0,6 % від усіх жителів.
За віковим діапазоном населення розподілялося таким чином: 24,8 % — особи молодші 18 років, 56,0 % — особи у віці 18—64 років, 19,2 % — особи у віці 65 років та старші. Медіана віку мешканця становила 41,8 року. На 100 осіб жіночої статі у місті припадало 100,0 чоловіків;  на 100 жінок у віці від 18 років та старших — 102,0 чоловіків також старших 18 років.
Середній дохід на одне домашнє господарство  становив 50 337 доларів США (медіана — 40 341), а середній дохід на одну сім'ю — 62 208 доларів (медіана — 62 500). За межею бідності перебувало 17,2 % осіб, у тому числі 25,8 % дітей у віці до 18 років та 19,6 % осіб у віці 65 років та старших.
Цивільне працевлаштоване населення становило 247 осіб. Основні галузі зайнятості: освіта, охорона здоров'я та соціальна допомога — 35,6 %, роздрібна торгівля — 13,4 %, будівництво — 10,1 %, сільське господарство, лісництво, риболовля — 9,3 %.